# Conurbatie
Een conurbatie (van het Engelse conurbation) is een agglomeratie die bestaat uit meerdere steden, die door bevolkingsgroei en uitbreiding fysiek aan elkaar vast gegroeid zijn en een aaneengesloten bebouwd gebied vormen. Om deze reden wordt gesproken van een polycentrische (veelkernige) vorm van een agglomeratie.

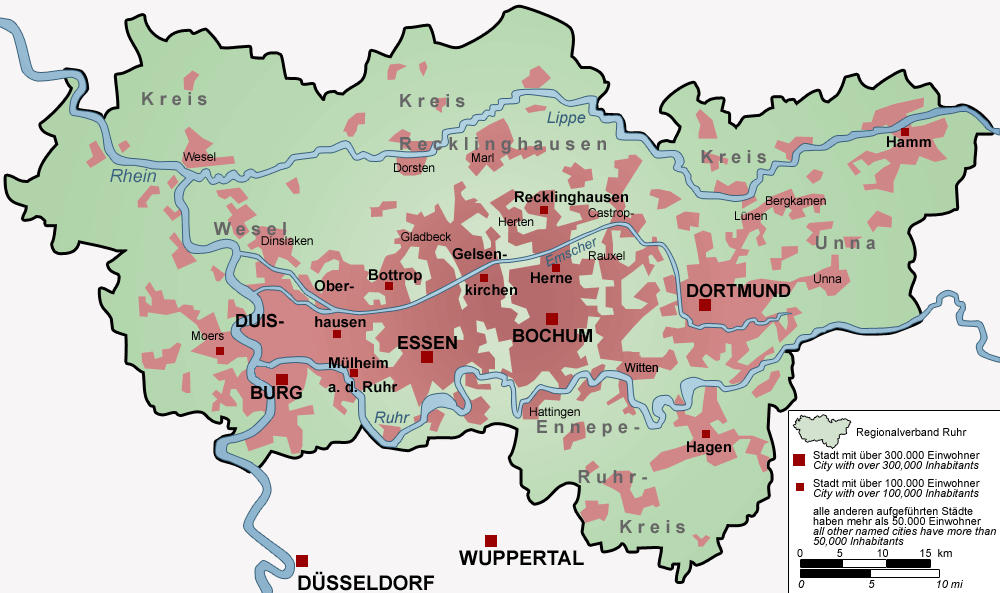
Conurbane deelregio Ruhrgebied (Regionalverband Ruhr) met alle steden boven 50.000 inwoners

Veel metropolen bestaan uit een of meer conurbaties met perifere gebieden, die niet meteen stedelijk van karakter hoeven te zijn, maar door werk- of winkelgelegenheden wel afhankelijk zijn van de conurbatie(s).

## Benelux
Belangrijke conurbaties in Nederland zijn de Randstad en de Brabantse stedenrij. In België is de Vlaamse Ruit een voorbeeld.

## Overige landen
- Berlijn
- Gran Buenos Aires
- Greater London
- Greater Manchester
- Groot-Helsinki
- Groot-Mexico
- Groot-Osaka (Osaka-Kobe-Kyoto)
- Greater Toronto Area (GTA)
- Hongkong
- Île-de-France
- Metro Manila
- Mumbai
- Opper-Silezië
- Rijn-Ruhr
- San Francisco Bay Area
- Stockholm
- Conurbatie West Midlands (Birmingham en omstreken)
- Stoke-on-Trent built-up area[1]